# Eugeniusz Zak
Eugeniusz Zak (Mogilno, 15 dicembre 1884 – Parigi, 15 gennaio 1926) è stato un pittore polacco.

## Biografia

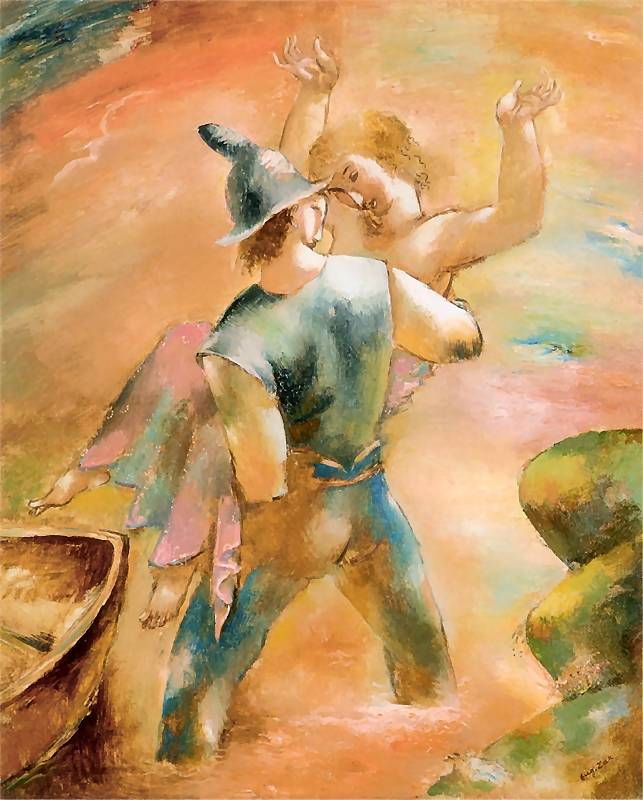
L'attraversamento

Eugeniusz Zak, chiamato in Francia per semplicità "Eugène", nacque in una famiglia ebrea della Bielorussia, che in quegli anni faceva parte della Polonia, figlio di Sawely Zack e di Adeline Kronenhbleuh. Rimasto orfano di padre nel 1892, sua madre si trasferì a Varsavia, dove egli fece i suoi primi studi in una sezione "non classica" della scuola e cominciò spontaneamente a dipingere.  Nel 1902, all'età di 18 anni, come era usanza per tutti i giovani che volevano intraprendere la via dell'arte, si recò a Parigi e si iscrisse all'École nationale supérieure des beaux-arts, nell'atelier del pittore accademico Jean-Léon Gérôme. In seguito venne ammesso all'Académie Colarossi, nell'atelier di Albert Besnard.
Nel 1903, fece un viaggio in Italia, visitando Roma e Firenze, per poi recarsi a Monaco di Baviera, dove entrò nella locale "Accademia di belle arti" e nella scuola privata di Anton Ažbe. Ma non vi restò a lungo, e nel 1904 preferì tornare a Parigi. Nello stesso anno debuttò al "Salon d'automne" e due anni dopo fu incluso nella giuria del Salon stesso, nella sezione disegno.

Negli anni 1906-1908 visitò diverse volte la Bretagna e partecipò alla vita della colonia polacca, entrando a far parte della "Società degli artisti polacchi a Parigi", dove fece amicizia con diversi artisti, fra cui Roman Kramsztyk, Wacław Borowski, Leopold Gottlieb, Jerzy Merkel, Elie Nadelman, Mela Muter, Tytus Czyżewski e Zygmunt Menkes. La sua reputazione di pittore crebbe rapidamente: il governo francese acquistò nel 1910 un suo dipinto per il Museo del Luxembourg, nel 1911 organizzò una sua mostra personale presso la galleria Druet, entrò poi in contatto con influenti personalità della vita culturale parigina, inclusi i critici Adolf Basler e André Salmon, e divenne membro della "Società di Pittura Moderna della Normandia". 
Nel 1912 Zak fu nominato professore nell'"Académie de la Palette". Un anno dopo sposò Jadwiga Kon (Edvige Kohn), una studentessa di pittura che, dopo la morte di lui, gestirà la celebre Galleria Zak. Fra il '14 e il '16 trascorse un lungo periodo nel sud della Francia, fermandosi a Nizza, Vence, Saint-Paul-de-Vence, per poi recarsi in Svizzera per visitare la città di Losanna.
Nel 1916 tornò con la famiglia in Polonia, stabilendosi a Częstochowa, città natale di sua moglie. Le sue frequenti visite a Varsavia lo indussero a collaborare con i futuri membri del gruppo Rhythm, che Zak fondò assieme ad altri nel 1921. Ma nel '22 Zak lasciò la Polonia, dove non sarebbe più tornato. Inizialmente andò in Germania, dove era assai conosciuto e stimato prima della guerra. Visitò Berlino e Bonn. In questa città gli fu commissionata la decorazione dell'interno della villa dell'architetto Fritz August Breuhaus con delle pitture. Collaborò anche col periodico "Deutsche Kunst und Dekoration", pubblicando articoli su artisti che gli erano vicini.
Nel 1923 si fermò ancora una volta a Parigi, dove rivide i suoi amici Zygmunt Menkes e Marc Chagall. Ma la sua crescente notorietà, il suo successo artistico e la sua stessa vita si arrestarono all'improvviso: mentre era in casa, in rue du Faubourg-Saint-Jacques, Zak fu colpito da un letale attacco cardiaco.
Era il gennaio del 1926 e Eugeniusz aveva solo 41 anni.

## L'arte

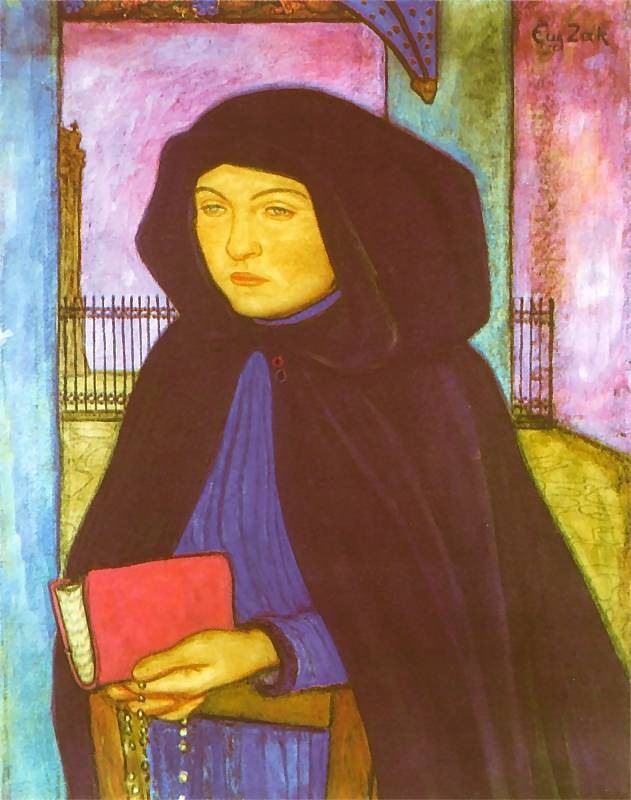
In chiesa

All'inizio Zak espresse il suo temperamento artistico attraverso un sofisticato uso della linea, facendo riferimento nei suoi ritratti a sanguigna alle opere di Leonardo, Botticelli, Hans Holbein il giovane e Dürer. Poi, nella prima fase della sua carriera, si accostò allo stile dei Nabis, mediante l'elaborazione di superfici piatte, circoscritte in modo sfumato, senza contorni precisi e dai colori leggermente opachi. Per un breve periodo si lasciò prendere, come molti altri pittori parigini, dall'esotismo e dalle atmosfere tradizionali bretoni. Prese anche a prestito alcuni motivi delle porcellane cinesi e della miniature persiane. Dipinse inoltre delle vedute di vicoli e di "boulevard" parigini e, sporadicamente, anche soggetti religiosi tratti dal Nuovo Testamento.
Le sue composizioni antecedenti la prima guerra mondiale si rifacevano alla tradizione idilliaca presente nei lavori di artisti come Nicolas Poussin, Claude Lorrain, Antoine Watteau, e in particolare da Pierre Puvis de Chavannes, del quale il quadro Povero pescatore, che si trova al Louvre, gli suggerì numerose opere. Ma ben presto la sua personalità ebbe il sopravvento e Zak iniziò ad esasperare la stilizzazione delle sue sagome umane e dei volti. Il quadro Arcadia, ispirato all'originale italiano e ai paesaggi del sud della Francia, fu interpretato dalla gente come una bellezza ermafrodita, legata senza dubbio al fascino del Rinascimento e dell'arte dell'antica Grecia, con i suoi volti languidi e l'espressione nostalgica. Zak, al pari di Amedeo Modigliani, tramite un disegno assai elaborato e un'immaginazione poetica dagli accenti romantici, creò una particolare specie umana che si ritrova soltanto nelle figure dei loro dipinti.

Le sue case e gli ammassi rocciosi trattati in modo cubista furono sempre composti con un ritmo decorativo. La loro raffinata combinazione di colori sfumati le distingue, ed esse entrano in un interessante dialogo con le realizzazioni di certe opere rappresentative del movimento tedesco della Nuova oggettività, e anche con quelle italiane del gruppo dei Valori Plastici, sebbene non si possa certamente parlare di influenze dirette.
Nel 1917-1920 gli emarginati sociali e le persone solitarie che passavano la vita nelle osterie, rimpiazzarono i primi pescatori e le loro famiglie, i marinai e i mercanti. Osserviamo qui una palese connessione con l'interesse per i "miserabili" del giovane Pablo Picasso, quali, ad esempio, i Saltimbanchi del periodo blu. Nell'opera di Zak, questi temi di grande tristezza furono contemporaneamente bilanciati dalla raffigurazione di famiglie felici, colte in varie situazioni: una madre che gioca col figlio sorridente, una famiglia che si diverte col teatrino delle marionette, etc. I dipinti di questo periodo acquisirono più luce e più vita, i contorni delle figure si dissolsero ai bordi delle superfici colorate e macchie di luce comparvero sulle composizioni stilizzate.
 
Il repertorio delle forme elaborate da Zak può anche non considerarsi particolarmente ricco, ma è certamente caratteristico, quanto basta per rendere i suoi lavori immediatamente riconoscibili. Il suo stile influenzò molti artisti polacchi che gravitavano attorno al “Rhythm,” un gruppo che costituiva la versione polacca dell'Art déco. Un'importante caratteristica della grammatica delle forme di Zak fu il trattamento della sagoma umana, che l'artista dotò di proporzioni allungate, che poco avevano in comune con quelle dei modelli reali, in un'enfasi manierista della contrapposizione. Anche le posture di tali sagome si accostarono a quelle della danza,  divenendo tipiche delle marionette e dei manichini piuttosto che delle persone.
Le ultime opere di Zak sembrarono aprire un nuovo capitolo nella sua produzione: egli cominciò, infatti, ad usare effetti pittorici tipici dell'impressionismo, seguendo in particolare le tecniche di Pierre-Auguste Renoir che in precedenza egli non aveva di certo apprezzato.

## Mostre
- 1904 - Parigi, Salon di Parigi
- 1911 - Parigi, personale

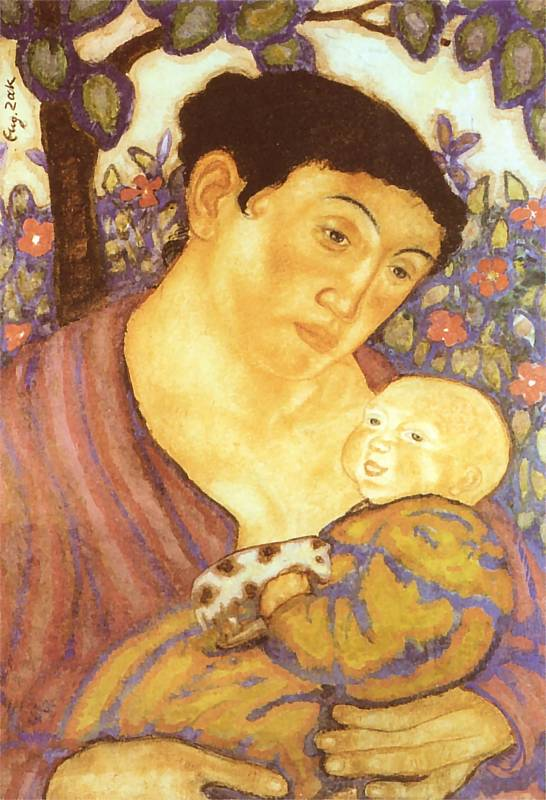
Maternità

- 1912 - Barcellona, Artisti polacchi a Parigi
- 1913 - New York City, Chicago, Boston
- 1913 - Cracovia, Espressionismo polacco
- 1914 - Biennale di Venezia
- 1916 - Zakopane, Espressionisti polacchi
- 1917 - Varsavia, personale
- 1917 - Varsavia, Art Club polacco I
- 1918 - Varsavia, The new Group
- 1919 - Varsavia, Art Club polacco II
- 1923 - Cracovia, Associazione Rhytm
- 1924 - Varsavia, Associazione Rhytm
- 1924 - Parigi, Associazione Francia-Polonia
- 1925 - Parigi, personale

Le prime mostre postume delle opere di Zak avvennero nello stesso anno della sua morte (1926) in tre Salon di Parigi e in diverse gallerie parigine, come anche a Varsavia e a Düsseldorf. In seguito ne furono allestite altre a New York (1927), Buffalo (1928), Londra (1929), e in diverse ulteriori occasioni a Parigi, incluse quelle alla Galleria Zak nel 1936 e nel 1938. La Galleria Zak, diretta dalla vedova dell'artista, si conquistò la fama di una delle più interessanti gallerie della "Rive Gauche". Essa sponsorizzò, fra le altre, la prima esibizione dei membri del Comitato di Parigi (noti anche come "Kapiści"), oltre a diverse personali di artisti polacchi ed ebrei attivi in Francia, e, in particolare, la prima mostra personale a Parigi di Wassily Kandinsky.

## Opere
- Gray, Museo Baron-Martin: 
  - Étude de tête de vieillard, pietra nera, 22x18
  - Tête de femme, pietra nera, 24x20

## Galleria d'immagini

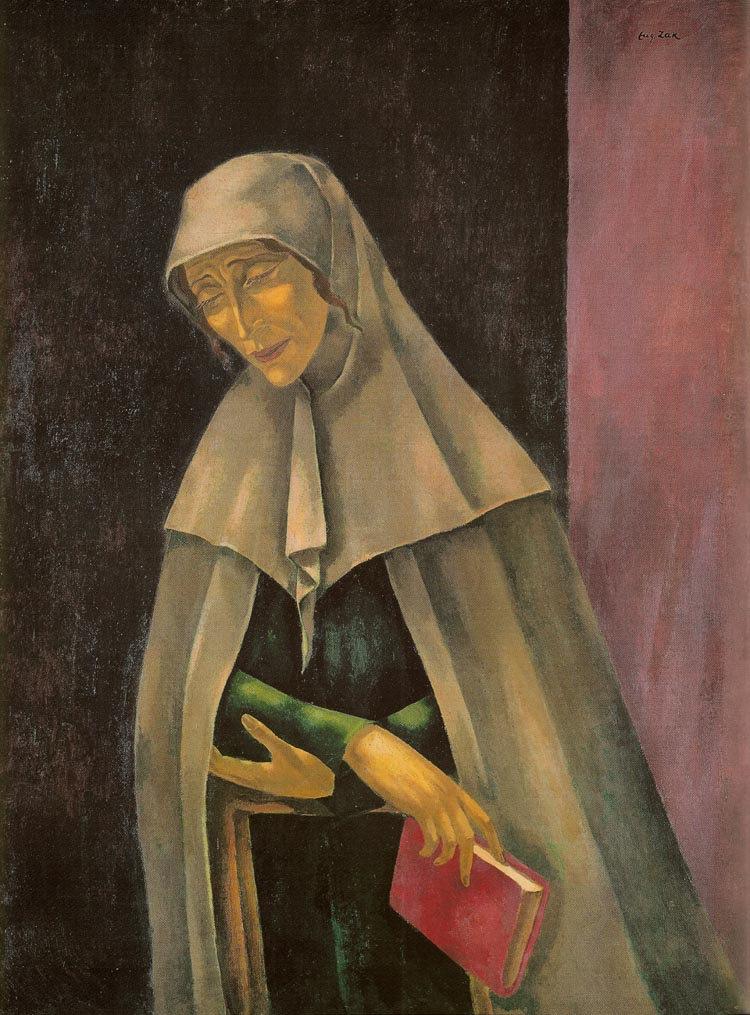
La suora

Figure

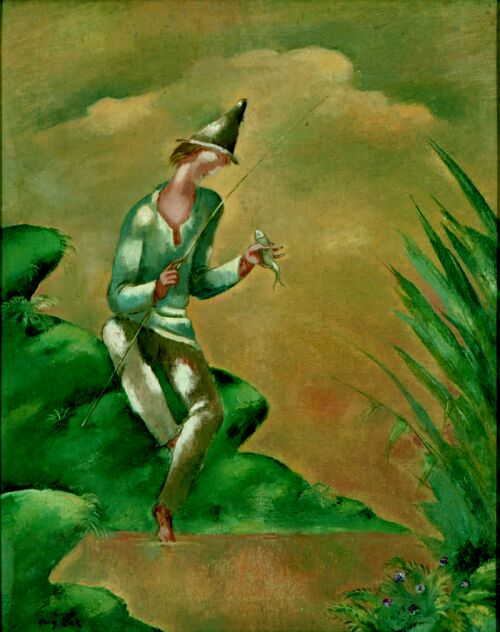
Il pescatore
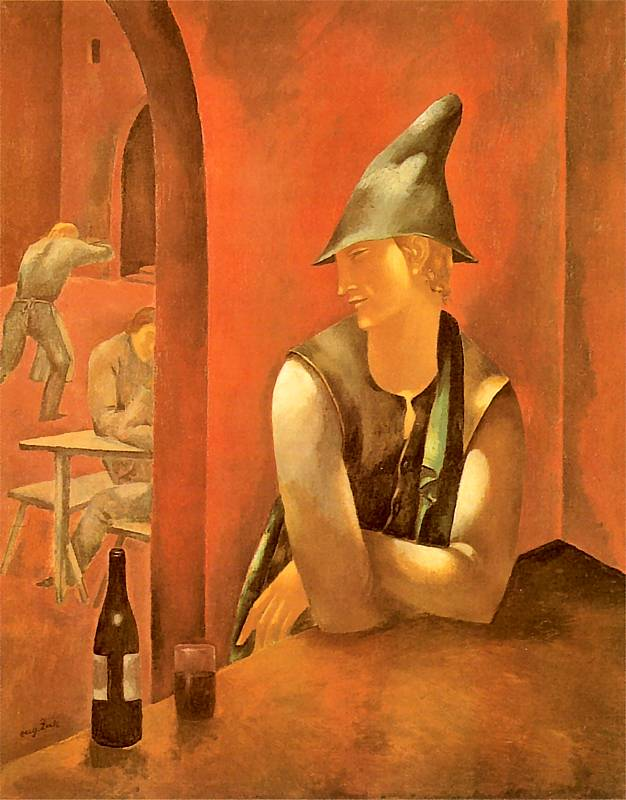
Nel cabaret
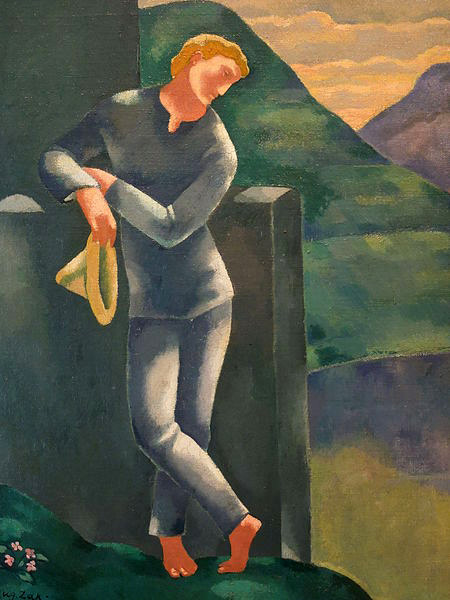
Musa
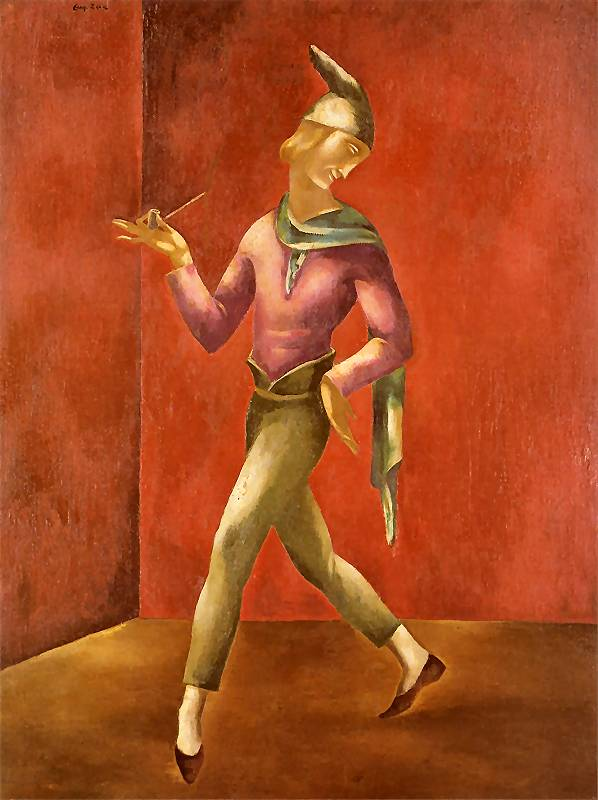
Pierrot
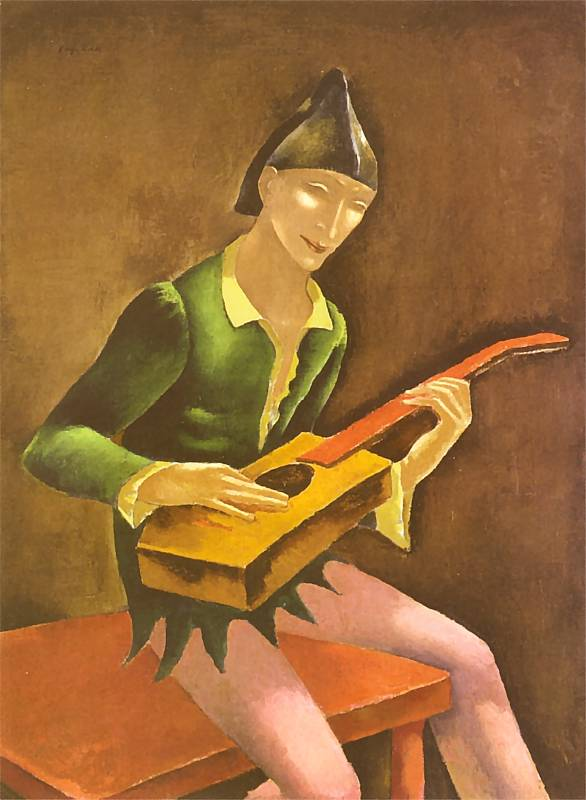
La liutista

Ritratti

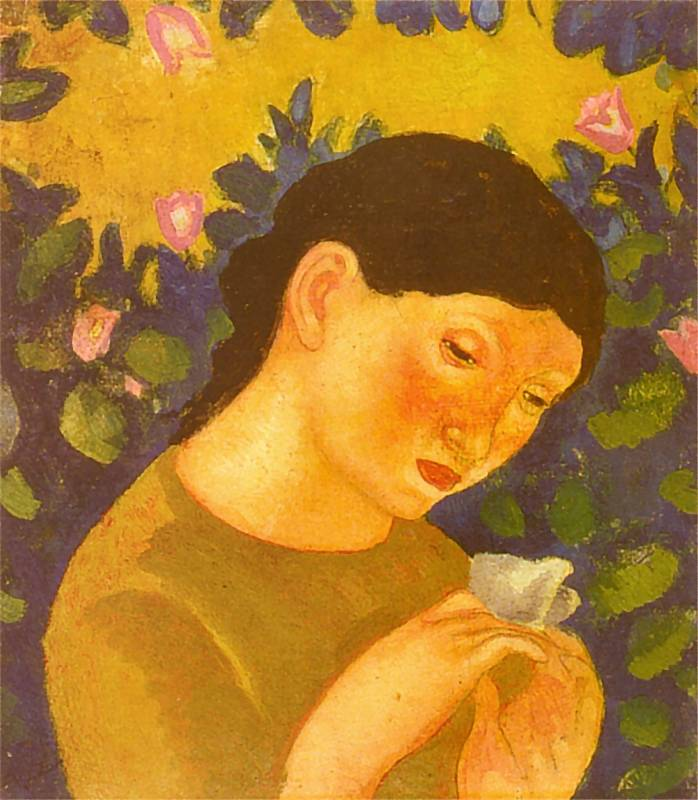
La ragazza con la farfalla
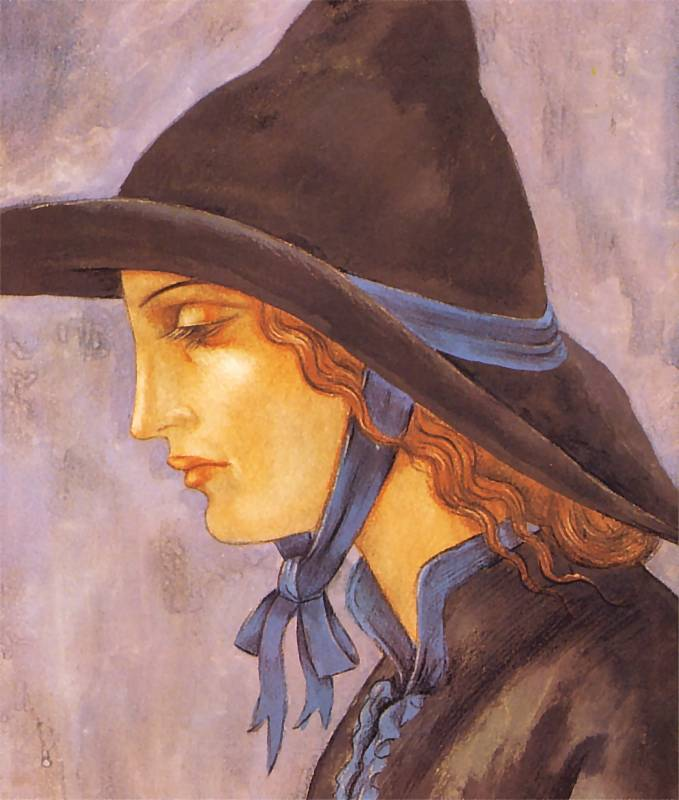
Testa di donna
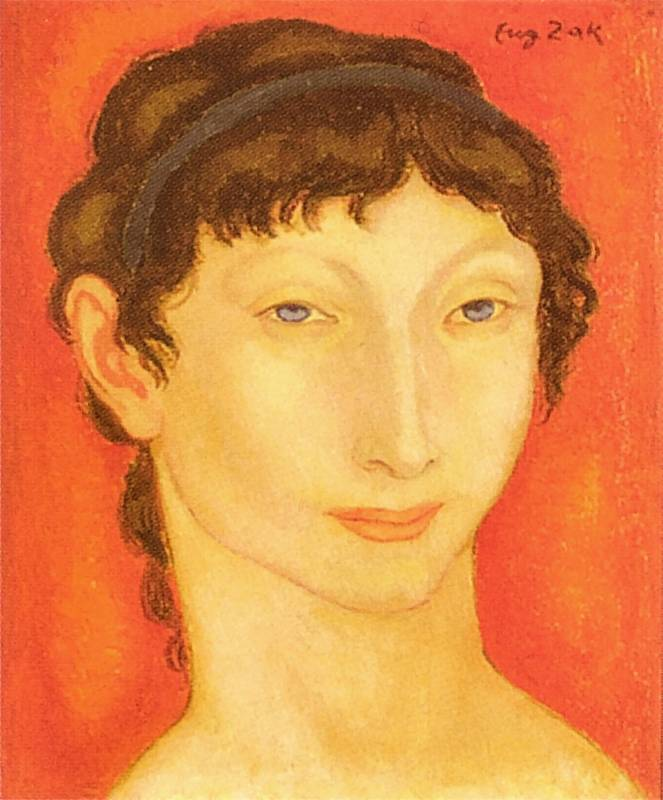
Giovane donna
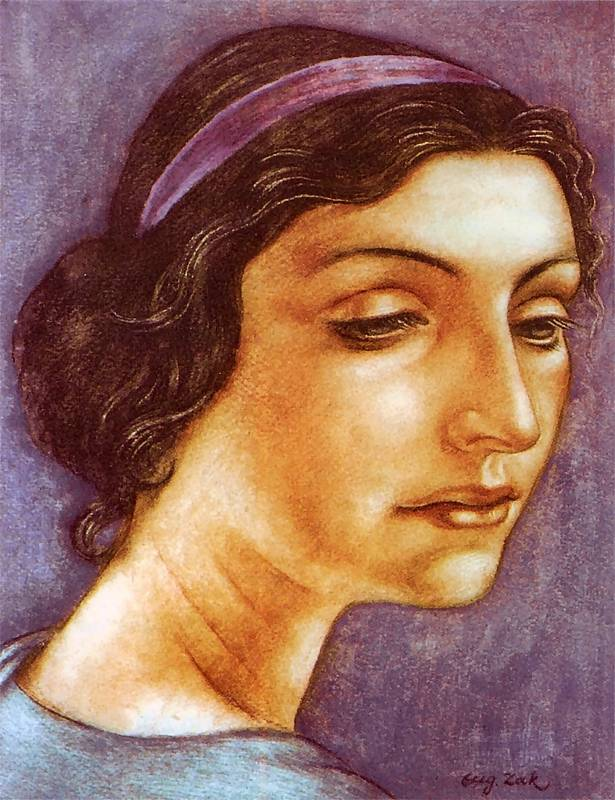
Ritratto della moglie

Paesaggi

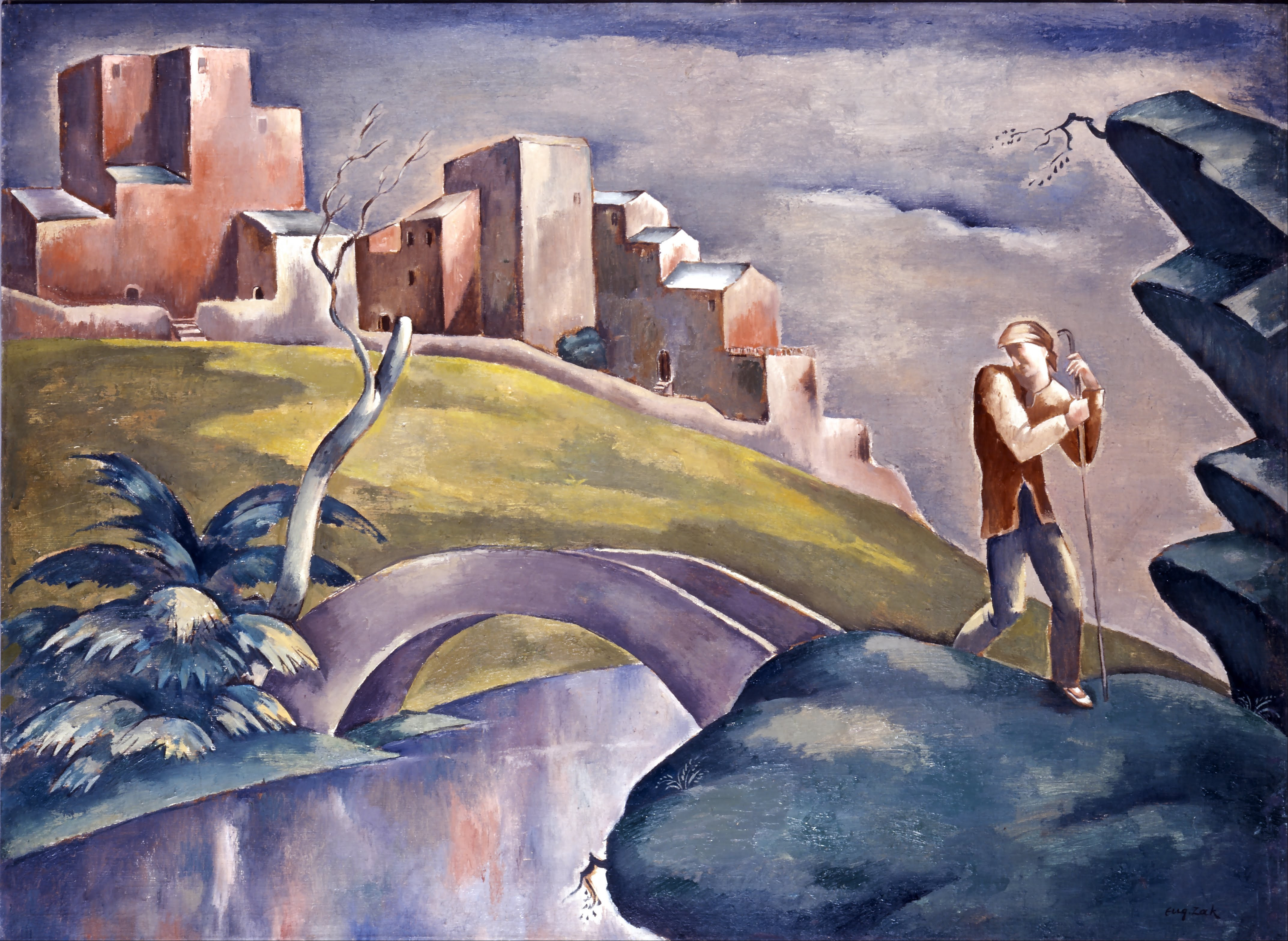
Paesaggio e figura umana
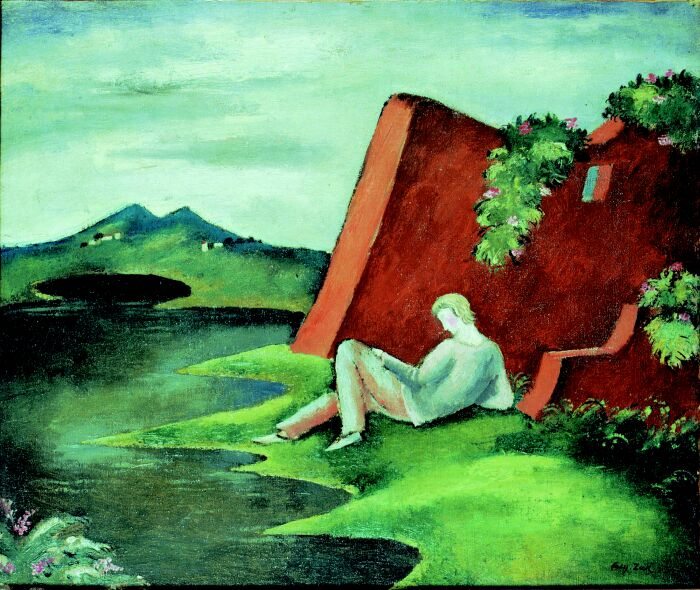
Paesaggio d'un idillio
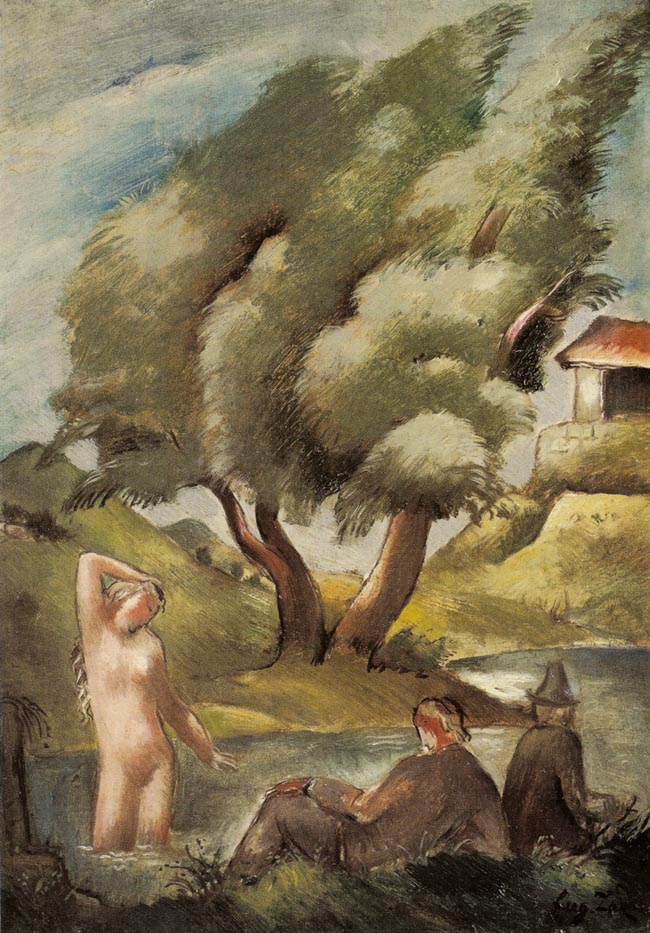
Bagnante
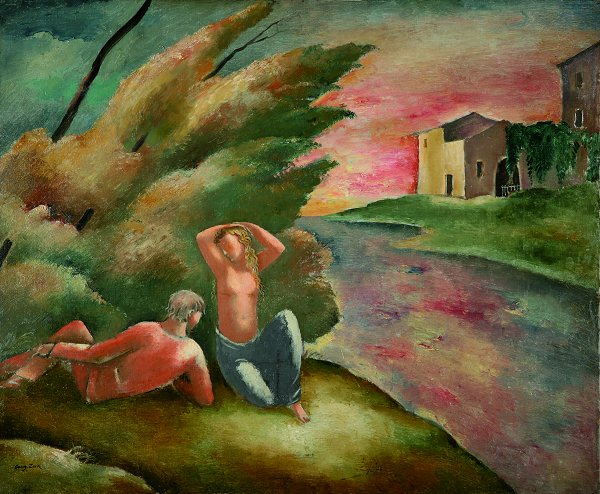
Idillio
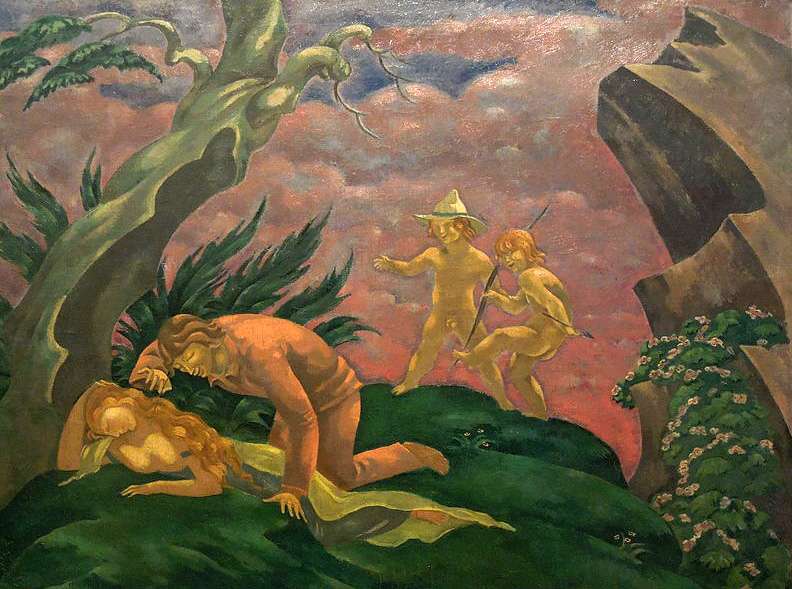
Idillio

- La suora